# 九品
九品（きゅうひん、くほん）とは、元々官職の階梯を九段階にわけて設定すること。転じて物質や人の性質を3×3で分類したもの。三三品（さんさんぼん）。

## 概要
大本をたどれば中国漢代に提唱された性三品説に由来する。人間は生まれながらにして上品・中品・下品の三品に分けられており、上品は生まれながらの善であるから教化するまでもなく、下品は生まれながらの悪であるからこれも教化は無駄である。唯一中品のみが善にも悪にもなることが出来、これを教化することによって善へと導くことが出来るという考え方である。
これが元になって九品官人法では官職を九品に分けることがなされた。これに習って文学・芸術あるいは囲碁（囲碁九品）の腕前に至るまで九品に分けて評価されるということも行われた。

## 仏教の九品
九品（くほん）は、仏教で、経典を翻訳した際に、上記の中国の分類を用いて充当したものである。
三品それぞれの名は、中国語では区別しないが、日本語では読みが異なる。仏教では、サンスクリットのVargaを「品」と訳した。なお仏教の「九品」の場合は「くほん」と濁らずに読むが、「上品・下品」などは「じょうぼん・げぼん」と連濁する。
仏教（特に浄土教）では、衆生の機根の違いによって、同じ極楽浄土へ往生するにも、9つのパターンがあると『観無量寿経』に説かれている。またこれを九品往生ともいう。
九品のそれぞれはこれは「○品○生」（○は上・中・下）と言い、「○生」の読みはそれぞれ上生（じょうしょう）、中生（ちゅうしょう）、下生（げしょう）である。
のちに、善導は九品皆凡といい、一切衆生は本質的にみな迷える存在であると捉えた。また上下の差を大乗・小乗の乗教や悪などとの接触による相違に帰するという独自の解釈を唱え、これが法然や親鸞などに大きく影響を与え、また継承された。
| 三品 | 九品                                                                                                 | 解説 |
| ---- | --- | --- |
| 上品 | 大乗に値遇するゆえに遇大（ぐうだい）といい、上輩生想（じょうはいしょうそう）と称される。             | 大乗に値遇するゆえに遇大（ぐうだい）といい、上輩生想（じょうはいしょうそう）と称される。 |
| 上品 | 上品上生                                                                                             | 至誠心、深心、廻向発願心の3種の心を発して往生する者。 これには3種類の者がいるという。 - 慈心をもって殺生を行わず戒律行を具足する者 - 大乗方等経典を読誦する者 - 六念処を修行する者 その功徳により阿弥陀如来の浄土に生じることを願えば、1日もしくは7日で往生できるという。この人は勇猛精進をもち、臨終に阿弥陀や諸菩薩の来迎を観じ、金剛台に載り浄土へ往生し、即座に無生法忍を悟るという。 |
| 上品 | 上品中生                                                                                             | 大乗方等経典を読誦せずとも、よく大乗第一義の義趣を理解し、心に畏怖驚動ことなく、因果律を深く信じ大乗を誹謗しない者。 その功徳により聖衆の来迎を受け、往生した後に一宿を経て蓮華が開敷し、7日後に無上道を退かず、諸仏の国土へ赴き、1小劫を経て無生法忍を得るという。 |
| 上品 | 上品下生                                                                                             | 因果律を信じ大乗を誹謗せず、ただただ無上道心を起す者。 その功徳により廻向して往生を希求し、また往生した後に1日1夜で華が開き、三七（21）日後に耳目が明らかになり、諸仏の国土へ赴き、3小劫の後に歓喜地に往生するという。 |
| 中品 | 小乗に値遇するゆえに遇小（ぐうしょう）といい、中輩生想（ちゅうはいしょうそう）と称される。           | 小乗に値遇するゆえに遇小（ぐうしょう）といい、中輩生想（ちゅうはいしょうそう）と称される。 |
| 中品 | 中品上生                                                                                             | 五戒、八戒など諸々の戒律を具足し尽くして悪業を所作しない者。 往生して蓮華が開敷し、即時に阿羅漢果を得て、三明・六神通・八解脱を得るという。 |
| 中品 | 中品中生                                                                                             | 1日1夜に五戒・八戒を具足し、また沙弥戒（年少の僧侶が受ける戒律）や具足戒を持ち、威儀端正にして欠くことが無い者。 往生して蓮華が開敷し、法を聞いて歓喜して須陀洹果を得て、半劫を経て阿羅漢となるという。 |
| 中品 | 中品下生                                                                                             | 父母両親に孝行し養い、世間に仁義して慈しみ行う者。 臨終の時に阿弥陀仏の本願や国土の楽を知り、往生した後に勢至菩薩や観世音菩薩から教法を聞いて、1小劫の後に阿羅漢となるという。 |
| 下品 | 一生に悪を造作し無間の非法するゆえに遇悪（ぐうあく）といい、下輩生想（げはいしょうそう）と称される。 | 一生に悪を造作し無間の非法するゆえに遇悪（ぐうあく）といい、下輩生想（げはいしょうそう）と称される。 |
| 下品 | 下品上生                                                                                             | 大乗方等経典を誹謗せずとも、多くの悪事を行って恥じ入ることのない者。 臨終の時に大乗十二部経の経題を聞いて、1000劫の極重悪業を除き、また阿弥陀の名号を唱えると50億劫の生死の罪業を滅除し、化仏の来迎を受けて浄土へ往生し、七七（四十九）日を経て蓮華が開敷し、勢至や観音から聞法信解して菩提心を起し、10小劫を経て菩薩の初地に入るという。                                                 |
| 下品 | 下品中生                                                                                             | 五戒・八戒・具足戒を犯し、僧祇物（そうぎぶつ）を偸盗し、不浄の説法をして恥じ入ることのない者。 臨終の時に、まさに地獄に堕さんとした時、阿弥陀仏の十力威徳、光明神通、五分法身（ごぶほっしん）を聞いて、80億劫の生死の罪業を滅除し、地獄の火炎が変じて天華となり、観音や勢至の説法を聞き無上道心を起すという。                                                                             |
| 下品 | 下品下生                                                                                             | 五逆罪・十悪を所作し、不善を行って地獄に堕すべき者。 臨終の時に善知識に遇い、仏の微妙なる法を聞いて、仏を念じようとしても、苦しみに喘ぎ念じることができない、ただただ十念を心から具足して阿弥陀の名号を唱える（称名念仏）と、念々に80億劫の生死の罪業を滅除し、金の蓮華を見て往生することができ、12大劫を経て蓮華が開敷し、観音や勢至の説法を聞いて、無上の菩提心を起すという。           |

また、阿弥陀仏像の印相と九品往生を関連づける「九品印」の考え方があるが、現存する九体阿弥陀像の古例には見られない。このため、古くは印相を違えて阿弥陀像を造立するという意識はなく、印相における形式の相違も重視されていなかったとの見方もある
。仏像の印相だけで単純に「上品上生を表す」などと九品往生を当てはめるのは、その仏像の表すものを見誤る危険性もあり、注意すべきである。